# Sandokan (miniserie televisiva)
Sandokan è una miniserie televisiva del 1976, diretta da Sergio Sollima, interpretata da Kabir Bedi, Carole André, Philippe Leroy e Adolfo Celi e tratta dai romanzi del ciclo indo-malese di Emilio Salgari. La sceneggiatura si ispira in buona parte ai libri Le tigri di Mompracem e I pirati della Malesia.
Universalmente riconosciuto come uno degli sceneggiati televisivi più famosi della storia della televisione italiana, Sandokan venne trasmesso dalla Rai in sei episodi dal 6 gennaio all'8 febbraio 1976 sul Programma Nazionale, riscuotendo un grandissimo successo, soprattutto tra i più giovani. Insieme agli sceneggiati Odissea (1968), Eneide (1971) e Gesù di Nazareth (1977), Sandokan inaugurò l'inizio di forme di coproduzione con produttori italiani e stranieri; in questo modo cominciò a delinearsi, negli anni settanta, una diversa articolazione delle fiction che tendeva a superare il genere "sceneggiato da opera edita" per allargarsi verso nuove frontiere, chiamando registi e intellettuali per rinnovare e ampliare l'offerta di fiction o di altri generi del palinsesto TV.
La lavorazione dello sceneggiato fu molto complessa e travagliata: la realizzazione complessivamente richiese circa quattro anni e il suo completamento è dovuto principalmente al grande sforzo lavorativo di Sollima, la cui intenzione era di realizzare un prodotto realistico e imponente; per raggiungere questo scopo Sollima vi dedicò quasi tutte le sue energie nel periodo della produzione. Proprio la grandiosità produttiva e il grande successo di pubblico rendono questo sceneggiato una pietra miliare nella storia della televisione; si è trattato, infatti, del primo caso di "teleromanzo" italiano a essere realizzato con la cura e l'imponenza produttiva di un colossal cinematografico.
Da tale opera è stata tratta una versione cinematografica divisa in due parti: Sandokan - 1ª parte e Sandokan - 2ª parte e due seguiti: il film cinematografico La tigre è ancora viva: Sandokan alla riscossa! (1977) e la miniserie televisiva Il ritorno di Sandokan (1996) diretta da Enzo G. Castellari.

## Trama

### Prima puntata
Siamo nel 1851 o 1852. James Brooke è un avventuriero nato in India da genitori inglesi; grazie a una politica commerciale speculativa e ad una lotta senza quartiere ai ribelli locali (che lo ha consacrato come "lo sterminatore dei pirati"), negli anni, ha costruito un vero e proprio regno indipendente dalla madrepatria, che comanda con il titolo di "Raja Bianco di Sarawak". A sfidarlo dallo scoglio di Mompracem, c'è Il pirata Sandokan, detto "la Tigre della Malesia", principe locale spodestato anni addietro dagli anglosassoni.
Dalla Gran Bretagna, per conto della Regina Vittoria, giunge a Sarawak il giovane colonnello Sir William Fitzgerald; Brooke lo accoglie a palazzo e, dopo averlo conquistato con modi affabili e parole misurate, lo coinvolge in un piano per uccidere il pirata suo nemico.
Sandokan, che è appena rientrato a Mompracem dopo aver salvato due giovani principini dalle grinfie dell'odiato nemico, ritrova il suo amico fraterno (e luogotenente) Yanez, i suoi uomini (detti "tigrotti") ed anche Koa, un compagno che era stato catturato da Brooke. Koa informa Sandokan che gli inglesi hanno smilitarizzato Labuan, sede dei magazzini della Compagnia delle Indie, spronandolo a provare un attacco. Il pirata aderisce, ma, lungo il tragitto in mare, cade nella trappola ordita da Brooke: il Rajah Bianco ha comprato il tradimento di Koa, il quale spinge il capitano e i suoi compagni verso una giunca da carico, che, in realtà, è piena di soldati capitanati dal colonnello Fitzgerald. Durante l'arrembaggio, Koa colpisce a tradimento Sandokan e poi si uccide. La "Tigre" cade in mare, scomparendo tra i flutti.

### Seconda puntata
Sandokan è dato per morto. In realtà, il suo corpo si arena sulle spiagge sabbiose di Labuan, dove Daro, un servitore sordomuto di Lord Guillonk, il rappresentante della Compagnia delle Indie in Malesia, lo salva e lo porta in casa dell'affarista inglese. A prendersi cura di lui è la dolce nipote anglo-italiana di Guillonk, lady Marianna, che, per la sua genuina bellezza, viene chiamata "la Perla di Labuan"; la ragazza lo assiste incessantemente nel delirio febbrile per quattro giorni e quattro notti. Al risveglio, Sandokan viene scambiato per un reale, per via di un prezioso anello che porta al dito. Sandokan è deciso, però, a tornare dai suoi compagni (che, peraltro, lo stanno cercando in mare e sulla terraferma). Così, fa per scappare, ma durante il suo tentativo di fuga a cavallo incontra la Perla di Labuan, ne rimane folgorato e decide di tornare indietro, comprendendo di essersi ormai irrimediabilmente innamorato della giovane anglo-italiana. Il pirata sceglie, quindi, di rimanerle accanto per festeggiare il suo diciottesimo compleanno; in quest'occasione, lo zio ha organizzato una festa e poi una battuta di caccia alla tigre, alla quale è invitato anche il famoso cacciatore bengalese Tremal-Naik. A margine dei festeggiamenti, però, Marianna rifiuta il dono di un anello fattogli dal pirata in segno di gratitudine; Sandokan, colpito nell'orgoglio, decide allora di lasciare la casa di lord Guillonk e il giorno seguente poco prima della battuta di caccia informa la ragazza della sua decisione. Tuttavia la volontà di Sandokan vacilla quando Marianna, sinceramente dispiaciuta nel vederlo andare via, gli chiede di rimanere e allora il pirata decide di affrontare la caccia da solo e uccidere la pericolosa tigre, per offrirla a Marianna, come da usanza in Malesia per dichiarare il proprio amore ad una donna.

### Terza puntata
Le tigri, in realtà, sono due - un maschio e una femmina - come aveva già suggerito prima dell'inizio della caccia l'esperto Tremal-Naik. Il bengalese uccide la prima e poi, riconosciuto Sandokan, gli lascia l'onore della seconda. Mentre Sandokan si prepara ad attaccare la tigre, sul posto sopraggiunge proprio lady Marianna. Il suo cavallo si imbizzarisce e la disarciona, lasciandola alla mercé dell'animale, già abbondantemente inferocito dal lavoro dei "battitori". Sandokan riesce a salvarla e a uccidere la tigre, ma proprio mentre sta per aprirsi a Marianna e rivelarle la verità sul suo conto, sopraggiunge Fitzgerald: il colonnello (che partecipava anch'egli alla caccia) ha riconosciuto il pirata a causa dell'urlo di battaglia lanciato prima di uccidere la belva. Parte, così, una caccia all'uomo, con Sandokan che è costretto a scappare e allontanarsi da Marianna, alla quale aveva appena confessato i suoi sentimenti. Dapprima Tremail Naik e poi il servo Daro aiutano la "Tigre" a seminare i nemici e ritrovare Yanez e gli altri compagni, che si erano spinti in perlustrazione a Labuan. Nel frattempo, Sir William Fitzgerald ha chiesto ufficialmente a Lord Guillonk la mano di sua nipote. Marianna, però, è fortemente confusa e si confida con la sua amica Lucy: ammette che prova da tempo una sincera simpatia per il messo della regina Vittoria, ma è molto affascinata da Sandokan. Il pirata, che ricambia i suoi sentimenti, torna da lei per chiederle di andare a vivere insieme, a Mompracem. Marianna non esita, accetta e lo segue. Sul tragitto per Mompracem, però, il praho che li trasporta s'imbatte in un incrociatore inglese, armato con pesanti pezzi d'artiglieria; Sandokan vorrebbe attaccare il vascello per avere la via libera, ma, per salvare l'incolumità dell'amata Marianna, si vede costretto ad alzare bandiera bianca e a consegnarsi.

### Quarta puntata
Una volta a bordo, Sandokan scopre che l'incrociatore inglese, in realtà, è al servizio del Rajah Bianco e che nell'equipaggio è presente Brooke, il suo più grande rivale, che gli promette l'impiccagione nella piazza grande di Sarawak. Marianna, avendo capito che Sandokan ha agito così per proteggerla si confronta con lui e si mostra profondamente preoccupata per la sua sorte, ma Sandokan la rassicura spiegandole che ha in mente qualcosa. Per sfuggire al patibolo, Sandokan escogita un piano: ingoiare del veleno, nascosto nel suo anello, che gli provoca tutti i sintomi della morte. In realtà, trattasi di una morte apparente, i cui sintomi durano per sole tre ore. Marianna teme per lui e inizialmente si oppone, ma poi acconsente di aiutarlo nella fuga.
All'alba, per ordine del capitano del vascello, il pirata viene seppellito in mare, nonostante le opposizioni di Brooke che vorrebbe impiccarlo da morto. Una volta in mare, Sandokan rinviene e deve guadagnare presto la costa più vicina per raggiungere i compagni; la sorte vuole che il pirata si ritrovi sulla stessa rotta del praho di Yanez, che lo ripesca. A questo punto, entrano in scena le capacità di trasformismo di Yanez de Gomera: il portoghese s'introduce in casa di Lord Guillonk sotto le spoglie di Sir Anthony Walker, uomo d'affari scozzese: l'idea è quella di avvisare Marianna dell'accaduto e informarla che Sandokan tornerà presto a riprenderla. I piani di Yanez sono, però, intralciati da James Brooke, ospite di Lord Guillonk; il Rajah Bianco, scoperto il travestimento di Yanez, gli serve del liquore corretto alla youma, uno sciroppo che, nelle giuste dosi, annulla la volontà e le capacità di controllo. Yanez, perciò, rivela a Brooke non soltanto che Sandokan è ancora vivo, ma anche che è appostato sulla strada che Marianna dovrà percorrere per imbarcarsi nuovamente per l'Inghilterra per poterla riprendere e portare con sé. Il Rajah lascia, perciò, Yanez in custodia ai suoi Rangers e si precipita sulle tracce del pirata.

### Quinta puntata
Sandokan, imboscato lungo la strada per il porto di Labuan, attacca la scorta di Marianna, al comando di Sir William Fitzgerald. Il pirata e il colonnello si affrontano e, nonostante Sandokan gli conceda la grazia, quest'ultimo non getta l'arma, costringendo il pirata a ucciderlo. Sandokan neutralizza anche il successivo attacco di James Brooke, precipitatosi lungo la strada per il porto, e lo fa prigioniero. A questo punto, d'accordo con i suoi "tigrotti", il malese vorrebbe impiccare l'odiato nemico. Tuttavia, per salvare Yanez, negozia uno scambio di prigionieri: Brooke in cambio del portoghese. Quest'ultimo celebra in mare l'unione tra Sandokan e Marianna. Passa un anno e, dopo un periodo tranquillo e molto florido, sull'isola di Mompracem si diffonde il colera, importato da Batu, rajah di Mati, al soldo di James Brooke.

### Sesta puntata
L'epidemia di colera è solo il prologo del piano ordito da James Brooke (e avallato tacitamente dalla Gran Bretagna) per distruggere Mompracem: sull'isola, non si contano i morti. I ranger del Rajah Bianco attaccano subito i pochi superstiti nel covo dei pirati. Mompracem è ormai perduta, così, Sandokan, alla testa di un pugno di tigrotti, cerca di sfuggire a Brooke, inoltrandosi nella giungla, in direzione dell'altro capo dell'isola, dal quale potrà agilmente prendere il largo. Durante la fuga, muoiono tanti tigrotti; tra gli altri, anche il fedele Giro Batol, che, in un'ultima impresa coraggiosa, giunge ad un passo dall'uccidere Brooke. Marianna, invece, viene ferita all'addome da un proiettile vagante e muore tra le braccia del suo amato, che la seppellisce nella giungla.
Sandokan riesce a mettersi in salvo su un peschereccio con Yanez, Sambigliong ed altri due fidi compagni superstiti; ancora sotto shock per la morte di Marianna, il pirata è risoluto ad abbandonare la battaglia e andare incontro alla morte. I tigrotti superstiti sono in mare da circa un giorno (è il 25 giugno 1852, come si evince dal diario di bordo tenuto da Yanez sulla barca) quando il portoghese, improvvisamente, stramazza al suolo: l'ultima palla sparata da terra, lo aveva colpito al fianco e lui aveva serbato il silenzio per tutte le lunghe ore di navigazione. Sambigliong e Sandokan s'improvvisano medici e lo curano. Un tigrotto annuncia una "vela in vista". Sandokan non ha dubbi: è una vela nemica. Ma mentre i tigrotti si preparano a battersi per l'onore di Mompracem, si accorgono che in realtà a solcare il mare è un nutrito manipolo di malesi decisi ad unirsi a loro. Sandokan,  ritrova così la forza per continuare la sua lotta contro l'Inghilterra, alla guida di un intero popolo oppresso: "La tigre è ancora viva".

## Produzione

### Sviluppo e casting
Verso la fine degli anni sessanta, Sergio Sollima aveva intenzione di adattare Le Tigri di Mompracem nella forma di un singolo lungometraggio. Il regista contattò diversi attori asiatici per il ruolo di Sandokan, persino il famoso attore giapponese Toshirō Mifune, e lavorò alla sceneggiatura per circa un anno. Nonostante ciò, il progetto non decollò e fu abbandonato. Negli anni settanta, Goffredo Lombardo e Elio Scardamaglia, rispettivamente produttore della Titanus e della Rai, unirono le loro forze per mettere in cantiere uno sceneggiato televisivo con protagonista il celebre pirata creato da Salgari. Il loro vero ispiratore era stato il direttore generale Ettore Bernabei, che insisteva da tempo sull'idea di ridurre i romanzi di Salgari per il piccolo schermo. Furono presi in considerazione Damiano Damiani, Duccio Tessari, Suso Cecchi D'Amico e persino Sergio Leone per la regia, ma nessuno di essi accettò. Lombardo e Scardamaglia scelsero allora Sollima. Il regista era impegnato nel montaggio de Il diavolo nel cervello (1972) quando Tullio Kezich si recò da lui per proporgli Sandokan. Sollima fu entusiasta, ma pose una condizione: avrebbe diretto lo sceneggiato solo sui luoghi veri, con attori asiatici e con assoluto realismo.
Essendo un buon conoscitore di Emilio Salgari, padre letterario di Sandokan e dei romanzi del ciclo dei pirati della Malesia, Sollima aveva imparato che tutte le opere dell'autore, sebbene dotate di una linea narrativa apparentemente semplice, erano molto difficili da trasporre in televisione. Per il soggetto, Sollima decise di basarsi soprattutto su Le Tigri di Mompracem e I pirati della Malesia ampliando alcune sottotrame (lo sviluppo coloniale inglese, l'affermazione dell'impero del raja bianco James Brooke e la storia d'amore tra Sandokan e Marianna) e la presenza di alcuni personaggi secondari (Yanez e Brooke). La sceneggiatura venne scritta da Sollima e Alberto Silvestri. Sollima si impegnò nella ricerca di attori «che, pur nella loro inevitabile dimensione realistica, fossero capaci di suggerire qualcosa di eroico, di magico». Dopo aver accantonato Mifune per il ruolo di Sandokan, Sollima organizzò un vasto e complesso piano di ricerche per trovare l'interprete del protagonista. Questi, Kabir Bedi, un giovane indiano di religione Sikh, presentatosi ai provini per interpretare Tremal-Naik, fu scoperto a Mumbai nel 1974.
«Mi esaminarono e mi dissero che sì, forse sarei andato bene per il ruolo del pirata del diciannovesimo secolo immaginato da Emilio Salgari - raccontò Bedi in un'intervista - ma che per una decisione definitiva mi sarei dovuto presentare, a mie spese, ad un casting a Roma. Decisi di tentare la sorte e il provino andò bene, tanto che subito mi pagarono l'albergo e cominciarono a tenermi in grande considerazione. Ci tengo oggi - dice ancora - a pagare un tributo di riconoscenza al regista Sergio Sollima che permise il mio debutto ed alla Rai che ebbe il coraggio di lanciarsi in una produzione per quei tempi assai costosa». L'attore aveva un fisico «grassoccio» e dovette seguire un duro allenamento per poter perdere peso. Inoltre prese anche lezioni di nuoto (non sapeva nuotare) e di equitazione. Un problema riguardo al cast era per Sollima costituito da Tremal-Naik che, per il regista, era sempre stato il personaggio «meno personale, il più difficile da far agire [...], una copia sbiadita di Sandokan stesso». Si decise di modificare il personaggio, rendendolo «una specie di Mowgli de Il libro della giungla con qualche anno di più». Il ruolo andò al giovane Ganesh Kumar, un cameriere che lavorava in un albergo a Madras.
Il ruolo di Marianna Guillonk, amata di Sandokan, venne affidato a Carole André, che Sollima aveva già diretto anni prima nel suo debutto cinematografico, il western Faccia a faccia (1967). Secondo il regista, Carole disponeva di un «giusto fascino cosmopolita», anche perché «figlia di Gaby André, una diva francese e di un americano Eli Smith che era una specie di gangster». Sollima andò contro la produzione che invece fece di tutto per imporre un'attrice italiana. Anche se in un primo tempo, Sollima aveva pensato a Helmut Griem per il ruolo di Brooke, finì per affidarlo ad Adolfo Celi. In particolare, Celi e Philippe Leroy vennero giudicati perfetti dal regista, che li considerava «due autentici avventurieri» (Sollima si riferiva evidentemente al passato brasiliano di Celi e ai trascorsi nella legione straniera, combattendo sia in Indocina che in Algeria, di Leroy). Sal Borgese doveva interpretare Kammamuri, ma fu licenziato quando il personaggio fu omesso dalla sceneggiatura. L'attore, tuttavia, interpreterà il ruolo in La tigre è ancora viva: Sandokan alla riscossa! che verrà girato alcuni anni dopo.

### Luoghi delle riprese
Dopo due anni di lavorazione, le riprese principali del film ebbero inizio nel luglio del 1974 e durarono otto mesi. Non ci furono complicazioni particolari, a parte qualche difficoltà nella ricerca dei set. Inizialmente si era pensato di girare nel Borneo, teatro delle storie di Salgari, ma il territorio fu giudicato troppo «scomodo». Sollima, allora, trasferì la troupe in territori più sicuri e agevoli come l'India, la Malaysia occidentale e la Thailandia. Raccontò Sollima: «La reggia di James Brooke (Sarawak), che nella realtà è l'Astana di Kuching, abbastanza squallido, è stata trovata a Trivandrum (Thiruvananthapuram), la capitale del Kerala, nell'estremo sud dell'India, cioè la reggia del sultano, dalla curiosissima architettura, quasi tutta in legno intagliato, con un'atmosfera molto malese». Gli esterni del peak di Sarawak vennero ricreati utilizzando astutamente taluni scorci del famoso forte di Golconda e di quello di Bhongir. La ricerca dell'isola su cui ambientare Mompracem costò quindi tempo e fatica, al regista e al cast tecnico, difatti Sollima dichiarò che ispezionò varie isole (quella di Keramàn e quelle di Langkaw) prima di trovare quella giusta (Kapas, isola a tratti rocciosa e a tratti ricca di spiagge e palme che tempo prima era stata un vero e proprio rifugio di pirati). Altrettanto difficile fu la ricerca di Labuan. Sollima raccontò: «Labuan cinematografica nasce da un collage indo-malese. In Malesia, infatti, scarsissime sono le tracce del periodo della colonizzazione inglese, cancellate semmai da quelle dell'attuale "americanizzazione". La "natura" di Labuan, quella è malese, autentica al cento per cento, ma la parte civile, "inglese", quella l'abbiamo dovuta cercare in India: la villa di Lord Guillonk, il grande parco, la boscaglia dove si svolge la caccia alla tigre. Poi le tigri naturalmente e gli elefanti e i "mahuts", o guidatori di elefanti e certe scene in cui necessitavano molti "sipahi", cioè i soldati mercenari indiani della Compagnia delle Indie Orientali, tutto questo lo abbiamo trovato a Madras (Chennai), capitale del Tamil Nadu, nell'India meridionale». La villa di Lord Guillonk venne simulata dal cosiddetto Blavatsky bungalow a Madras, così chiamato in onore della sua antica padrona, la famosa filosofa e teosofa Madame Blavatsky.
Il combattimento "aereo" tra Sandokan e la tigre venne girato da Sollima con l'aiuto della stessa squadra che ha poi supervisionato gli effetti speciali del Superman di Richard Donner. Un giorno, in India, il regista girò il salto della tigre, in un altro, a Londra, il salto di uno stuntman di Bedi. Poi, grazie all'ausilio degli effetti speciali, raccordò al montaggio le due sequenze facendole coincidere.

## Colonna sonora

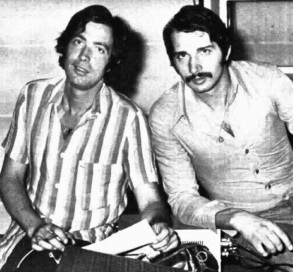
Gli Oliver Onions.

La colonna sonora del film è stata composta dagli Oliver Onions, un gruppo musicale italiano formato dai fratelli Guido e Maurizio De Angelis. «Per [la sigla di] Sandokan» disse Maurizio De Angelis «cercavamo qualcosa che catturasse subito l'attenzione del pubblico: venne così l'idea di un urlo quasi selvaggio, quello che apre la canzone: lo registrammo a Londra, e capimmo subito che avrebbe funzionato». Sempre Maurizio De Angelis, in un'altra intervista, raccontò che la Rai fu inizialmente contraria alla sigla: «Fecero dei problemi perché il fatto che la nostra sigla non fosse solo musicale ma anche cantata, costituiva una rottura col passato. Pensammo a quell'inizio così roboante (San-do-ka-an... San-do-ka-an) perché costituisse proprio un richiamo per l'inizio dello sceneggiato».
Il 45 giri venne lanciato il 7 febbraio ed ebbe un notevole successo discografico, entrando nella classifica dei più venduti in Italia alla quarta posizione il 7 febbraio 1976, per poi stazionare in vetta dalla settimana successiva fino al 27 marzo, rimanendo nella Top Ten per un totale di diciotto settimane, fino al 5 giugno, e risultando il sesto singolo più venduto dell'anno. L'album Sandokan venne pubblicato in formato LP nel 1976.

### Tracce
1. Sandokan (S. Sollima - S. Duncan Smith - G. & M. De Angelis)
2. Mompracem
3. Sweet Lady Blue (Orchestrale)
4. Caccia alla tigre
5. Marianna
6. Colera
7. Sweet Lady Blue Vocals (S. Duncan Smith - G. & M. De Angelis)
8. Arrivo di Sandokan
9. Brooke
10. Dedicata a Marianna
11. Sandokan (orchestrale)
12. Goodbye Sandokan

## Promozione e distribuzione
Sandokan doveva essere consegnato finito alla RAI il 31 agosto 1975 per poi essere trasmesso nel novembre dello stesso anno. Ma a causa di una lunga vertenza legale con la Titanus, il debutto televisivo fu posticipato per l'inizio del 1976. Sollima pregò la Rai di slittare l'uscita dello sceneggiato così da farlo debuttare in televisione a colori, ma alla fine Sandokan uscì in bianco e nero, nonostante fosse stato girato a colori e senza una grande pubblicità; la prima puntata, infatti, venne trasmessa il 6 gennaio 1976 fuori programma al posto di Canzonissima e senza il consueto annuncio su Radiocorriere TV. Eppure, sin dalla prima puntata, Sandokan raccolse grandi consensi di pubblico. Le sei puntate (trasmesse dal 6 gennaio all'8 febbraio 1976) furono viste da 27 milioni di persone, dato record di sempre della televisione italiana.

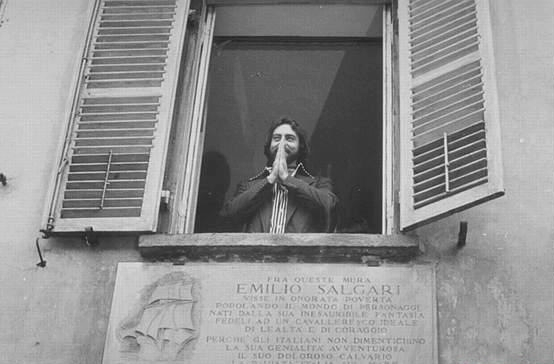
Kabir Bedi nel 1976 saluta un gruppo di fan dall'ultima abitazione di Emilio Salgari a Torino in corso Casale 205.

Sandokan diventò un vero e proprio "caso nazionale". Molti bambini in quegli anni vennero chiamati con il nome del protagonista e il termine divenne anche un aggettivo, con il significato di "forte e/o grosso e/o coraggioso". Rappresentò «un mutamento sostanziale nei gusti di un pubblico popolare» e attivò «uno dei principali fenomeni di merchandising e di fandom televisivi», per l'epoca inconsueto se relativo a un prodotto televisivo, riprodotto da album di figurine, diari scolastici, magliette, maschere di carnevale, giocattoli e così via. L'interpretazione di Kabir Bedi, semi-sconosciuto all'inizio delle riprese, entrò nella memoria collettiva e rese l'attore una figura venerata da un'intera generazione. Lo stesso Bedi si rivelò molto compiaciuto e difatti manifesterà in seguito, in più occasioni, il suo attaccamento allo sceneggiato: «ho sempre considerato il successo di Sandokan come la mia più grande fortuna. Perché è lui che mi ha reso quello che ogni attore sogna di essere: indimenticabile». Similmente a Bedi, anche Carole André diventò molto famosa. Il Sandokan televisivo, pur consacrandola sotto l'aspetto della popolarità, diventò ben presto un limite intollerabile per l'attrice, che non riuscirà mai ad ottenere parti importanti in altre produzioni e si accontenterà di ruoli stereotipati e ripetitivi fino al suo ritiro dalle scene.
Il riscontro di pubblico ottenuto indusse la produzione ad approntare una versione cinematografica dello sceneggiato, divisa in due parti, Sandokan - 1ª parte e Sandokan - 2ª parte. A causa dell'eccessiva lunghezza del film, che costringeva ad andare due volte al cinema, la versione cinematografica non si rivelò un grande successo. Lo sceneggiato di Sollima acquisì anche una risonanza internazionale: ebbe infatti uno sfruttamento in molte parti del mondo, dove fu adeguatamente promosso. In totale fu venduto a ottantacinque Paesi e fu la prima volta che gli americani comprarono uno sceneggiato che, sia pur girato in lingua inglese, non era di produzione anglosassone.

## Accoglienza critica

### Critica dell'epoca
(Ugo Gregoretti)
Nonostante il grandissimo successo di pubblico, i giudizi e i passaparola di critica furono generalmente abbastanza negativi nei confronti dello sceneggiato diretto da Sollima. Mario Soldati de Il Mondo lo criticò aspramente mentre L'Unità lo definì un prodotto «naif». Lo stesso regista non fu risparmiato. Fu, infatti, definito un «mestierante senza infamia né lode» e accusato, da Ugo Buzzolan sulla Stampa, di aver travisato Salgari. Ivano Cipriani su Paese Sera scrisse che l'operazione culturale era inutile e sbagliata, soprattutto dopo che Ugo Gregoretti aveva operato una sorta di dissacrazione spietata nei confronti della Tigre di Mompracem. Giovanni Cesareo, dalle colonne dell'Unità definì il film di Sollima «una proposta acritica e deformante», mentre a tutte le voci citate si oppose con forza il parere di Gianni Rodari, che dichiarò: «È difficile trovare un Sandokan più Sandokan di così».
Alcuni intellettuali di sinistra condannarono Sandokan come un'«operazione culturale sciocca e inutile di riesumare in televisione romanzi ridicoli», mentre dei genitori cattolici giudicarono lo sceneggiato un prodotto troppo violento per un pubblico giovanile.

### Critica moderna
Negli anni successivi, come altri prodotti della televisione italiana di genere, lo sceneggiato è stato rivalutato e riconosciuto come un cult assoluto della televisione italiana e anche come il primo "teleromanzo" italiano a essere realizzato con la cura e l'imponenza produttiva di un colossal cinematografico. Giacomo Manzoli in Tradizione letteraria e modernità televisiva: ricezione e fandom del «Sandokan» di Sollima, rispolvera il caso televisivo e afferma: «è uno sceneggiato di avventure di stampo tradizionale, che giustamente utilizza i libri di Salgari come un puro catalogo di personaggi e situazioni per adattarli e modificarli in funzione del proprio contesto di riferimento. Il ritmo del racconto è in gran parte ancora legato alla concezione della narrativa televisiva dell'epoca, pertanto soggetto a rallentamenti impensabili e con una netta distinzione tra momenti d'azione (con conseguenti accelerazioni) e momenti riflessivi e recitativi». Manzoli ha attribuito il successo dello sceneggiato al fatto che evocava tematiche moderne e diverse dal normale palinsesto che la Rai era solita presentare in quel periodo: «lo sceneggiato non faceva che affidare l'efficacia della propria presa narrativa (identificazione) sulla trasposizione mitica di figure esistenti». Esso parlava al pubblico «di modernità, scenari diversi e meno angusti, alternative possibili, per quanto evasive», in un momento in cui «la televisione [...] era letteralmente prigioniera di un palinsesto che sarebbe esploso di lì a poco e che nulla aveva a che vedere con il ritratto che la stampa implicitamente fornisce di una società in totale fermento».
Claudio Gallo, connazionale di Salgari, dice che Sollima ha avuto «il grande merito di aver avvicinato a Salgari una generazione che non lo conosceva». Secondo Alberto Crespi «Il Sandokan televisivo è un grande sceneggiato partigiano». Fernando Savater, a proposito della storia dello sceneggiato, sostiene che «gli sceneggiatori hanno insistito sugli aspetti da ribelle terzo-mondista del pirata di Mompracem e lo hanno trasformato in un portavoce della lotta contro l'imperialismo». Anna Spinelli, nel suo libro Tra l'inferno e il mare: breve storia economica e sociale della pirateria, parla di un adattamento molto distante dall'opera di Salgari e definisce Sandokan come un «prodotto di consumo, ma di ottimo livello». Nel libro Attori stranieri del nostro cinema, Enrico Lancia e Fabio Melelli elogiano l'interpretazione di Bedi: «L'eleganza dei gesti e la bellezza esotica, unite a una recitazione naturalmente pacata e misurata, ne fanno un ottimo eroe salgariano nel film di Sollima».

## Riconoscimenti

Salsomaggiore Terme, 31 dicembre 1976. Carole André e Kabir Bedi posano con il Telegatto vinto da quest'ultimo nel 1976 per l'interpretazione di Sandokan.

Lo sceneggiato vinse Telegatti nel 1976 per il miglior attore a Kabir Bedi, per il migliore attore non protagonista ad Andrea Giordana e per la migliore colonna sonora ai fratelli Guido e Maurizio De Angelis. Vinse anche un premio speciale, la Prua d'Oro.

## Citazioni e riferimenti
- Saltuariamente nella quinta stagione di Un medico in famiglia (2007) sono presenti alcune citazioni e riferimenti allo sceneggiato di Sollima, soprattutto per la partecipazione di Kabir Bedi nel cast nei panni di Kabir Dahvi, un indiano che apre un ristorante vicino alla casa della famiglia Martini.[43] Nell'episodio Affronta la tigre, Kabir incontra per la prima volta Cettina. La donna si invaghisce rapidamente dell'uomo, che le ricorda proprio Sandokan, suo idolo giovanile. Nell'episodio Ospite a sorpresa compare Carole André nel ruolo di Caterina Morelli, un'attrice e cantante lirica italo-francese che da giovane era innamorata proprio di Kabir e che chiamava affettuosamente con il soprannome di "tigre" (altro richiamo al personaggio di Sandokan).
- Nel corso del varietà Due ragazzi incorreggibili (1976-1977), la coppia Franco Franchi-Ciccio Ingrassia propose il mini-telefilm Sandogat, evidente parodia dello sceneggiato diretto da Sollima. Sandogat era diviso in 6 puntate, proprio come l'originale ed era scritto da Mario Amendola e Bruno Corbucci ed interpretato, oltre che da Franchi (Sandogat) e Ingrassia (Yanez), anche da Daniela Goggi (Marianna), Enzo Andronico, Warner Bentivegna e Enzo Liberti. Nell'ultima puntata appare, in un fotomontaggio, lo stesso Sandokan / Kabir Bedi, doppiato sempre da Pino Locchi, che insegue gli "impostori" Franco e Ciccio con la scimitarra.

## Seguiti e opere correlate
Il successo dello sceneggiato Sandokan fu tale che venne messo in cantiere un altro film, questa volta nato e pensato solo per il cinema, sempre tratto dai romanzi di Salgari: Il Corsaro Nero (1976), la cui regia venne affidata a Sollima, il quale ripropose nuovamente la coppia Kabir Bedi-Carole André (rispettivamente nei ruoli del Corsaro Nero e della sua amata, Honorata Wan Guld). Il film ebbe molto successo, tanto da risultare il decimo miglior incasso della stagione cinematografica 1976-1977 in Italia, cosicché Bedi ritornò nei panni di Sandokan in La tigre è ancora viva: Sandokan alla riscossa! (1977), sempre diretto da Sollima ed interpretato da Philippe Leroy, Adolfo Celi, Massimo Foschi, Néstor Garay, Salvatore Borgese, Mirella D'Angelo e Teresa Ann Savoy. L'esito del film, prima programmato nelle sale, e poco dopo in televisione, fu soddisfacente, ma non al livello del suo predecessore.
Un possibile adattamento cinematografico de I misteri della jungla nera fu preso in considerazione da Sollima negli anni ottanta, ma in seguito scartato. Negli anni novanta, il regista Kevin Connor prese spunto dalle idee di Sollima e realizzò I misteri della giungla nera, una miniserie televisiva inglese con protagonista Kabir Bedi nel ruolo di Kammamuri affiancato da Virna Lisi e Stacy Keach.
Negli anni novanta, Sollima fu favorevole all'idea di girare una nuova miniserie televisiva su Sandokan intitolata Sandokan: Il ritorno. Il regista iniziò a sviluppare diverse idee ed era in procinto di dirigere la serie quando il cambio dei dirigenti Rai bloccò qualsiasi tentativo di produzione. Il progetto passò a Canale 5 che affidò la regia a Enzo G. Castellari. Nel 1993, Bedi annunciò che sarebbe tornato nel ruolo di Sandokan. Leroy, non convinto della sceneggiatura, abbandonò il progetto e fu rimpiazzato da Fabio Testi. La miniserie, trasmessa in quattro puntate con il titolo di Il ritorno di Sandokan (1996), ottenne un discreto successo di pubblico, ma non di critica. Il figlio di Sandokan (1998) segnò il ritorno di Sollima dietro la macchina da presa. La miniserie, interpretata da Marco Bonini e Kabir Bedi, non fu mai trasmessa per controversie legali.